# O&O Defrag
O&O Defrag je nástroj pro defragmentaci systému Microsoft Windows vyvíjený a prodávaný O&O Software. Obdržel několik ocenění  od různých PC časopisů a je certifikován Microsoftem pro všechny jeho systémy postavené na NTFS včetně Windows 2000, 2003, XP a Vista.

## Vlastnosti
- Umožňuje defragmentaci pomocí šetřiče obrazovky.
- Defragmentaci lze spustit na pozadí.
- Program obsahuje 5 různých metod defragmentace: Stealth, Space, Complete/Name, Complete/Modified, Complete/Access. 
  - "Stealth" je určeno pro PC s velkými soubory a malým množstvím volného místa
  - "Space" metoda je určená pro silně fragmentované jednotky.
  - 3 "Complete" metody (Name, Modified and Access) řadí soubory podle abecedy, posledního data změny nebo podle data posledního přístupu k souboru.